# 3651 Фрідман
3651 Фрідман (3651 Friedman) — астероїд головного поясу, відкритий 7 листопада 1978 року.
Тіссеранів параметр щодо Юпітера — 3,521.